# Karlsbad (Duitsland)
Karlsbad is een gemeente in het Landkreis Karlsruhe in de zuidelijke Duitse deelstaat Baden-Württemberg, gelegen aan de noordelijke rand van het Zwarte Woud. Dichtbijgelegen grotere steden zijn Karlsruhe, Ettlingen en Pforzheim.
Karlsbad werd gevormd door de gemeentelijke herindeling van 1971 uit de voormalige zelfstandige gemeenten Auerbach, Ittersbach, Langensteinbach, Mutschelbach en Spielberg. De gemeente telt 15.922 inwoners.
Bad Schönborn ·
Bretten ·
Bruchsal ·
Dettenheim ·
Eggenstein-Leopoldshafen ·
Ettlingen ·
Forst ·
Gondelsheim ·
Graben-Neudorf ·
Hambrücken ·
Karlsbad ·
Karlsdorf-Neuthard ·
Kraichtal ·
Kronau ·
Kürnbach ·
Linkenheim-Hochstetten ·
Malsch ·
Marxzell ·
Oberderdingen ·
Oberhausen-Rheinhausen ·
Östringen ·
Pfinztal ·
Philippsburg ·
Rheinstetten ·
Stutensee ·
Sulzfeld ·
Ubstadt-Weiher ·
Waghäusel ·
Waldbronn ·
Walzbachtal ·
Weingarten (Baden) ·
Zaisenhausen